# Stazione Reale di Monza
La Stazione Reale di Monza  era una piccola stazione ferroviaria al servizio esclusivo della villa reale e della famiglia reale italiana dei Savoia. Si trova sul viale Cesare Battisti n. 61.

## Storia
La stazione venne costruita nel 1882 sulla linea ferroviaria Milano-Como. È sul viale di accesso alla Villa Reale e al Parco ed era stata progettata per volontà del re Umberto I, che a Monza aveva la sua residenza estiva. La stazione aveva lo scopo di accogliere e facilitare i trasferimenti della famiglia reale e della corte durante i periodi estivi. 

La stazioncina tuttavia fu poco usata dalla famiglia reale perché già nel 1884 la stazione di Monza di via Arosio era stata completamente rinnovata e munita di una sala riservata alla famiglia reale (La Saletta reale). Così edificio venne presto ceduto all'Amministrazione governativa delle Ferrovie dell'Alta Italia.
L'edificio conserva l'originale sala d'aspetto che accoglieva il re Umberto I e Margherita di Savoia in occasione dei loro soggiorni estivi nella villa dal 1882 fino all'8 agosto 1900, data del viaggio a Roma della salma del Re dopo il regicidio del 29 luglio.
La sala presenta decorazioni a stucco, boiseries e dipinti di gusto tardo-eclettico; sulla volta è collocato un medaglione a tempera, opera di Mosè Bianchi, che rappresenta Il Genio dei Savoia (1883-1884); una copia di questo dipinto è esposta all'interno dell'analoga Sala Reale della Stazione centrale di Monza, mentre il disegno preparatorio è conservato nelle collezioni dei Musei Civici di Monza.
L'edificio è censito nel catalogo dei Beni Culturali della Lombardia.